# NGC 5567
NGC 5567 је лентикуларна галаксија у сазвежђу Волар која се налази на NGC листи објеката дубоког неба.
Деклинација објекта је + 35° 8' 18" а ректасцензија 14h 19m 17,6s. Привидна величина (магнитуда) објекта NGC 5567 износи 14,0 а фотографска магнитуда 14,9. NGC 5567 је још познат и под ознакама MCG 6-31-96, CGCG 191-75, NPM1G +35.0306, PGC 51161.